# Stephan Lange
Stephan Lange es un deportista alemán que compitió para la RFA en vela en la clase Tornado.
Ganó una medalla de plata en el Campeonato Mundial de Tornado de 1986 y dos medallas de plata en el Campeonato Europeo de Tornado, en los años 1985 y 1987.

## Palmarés internacional
| \| Campeonato Mundial \| Campeonato Mundial \| Campeonato Mundial \| Campeonato Mundial \| \| Año \| Lugar \| Medalla \| Clase \| \| ------------------ \| ---------------------- \| ------------------ \| ------------------ \| \| 1986 \| Hamilton (Bermudas) \| Medalla de plata \| Tornado \| \| Campeonato Europeo \| \| \| \| \| Año \| Lugar \| Medalla \| Clase \| \| 1985 \| Varberg (Suecia) \| Medalla de plata \| Tornado \| \| 1987 \| Abersoch (Reino Unido) \| Medalla de plata \| Tornado \| |                        |                  |         |
| Campeonato Mundial |                        |                  |         |
| Año | Lugar                  | Medalla          | Clase   |
| 1986 | Hamilton (Bermudas)    | Medalla de plata | Tornado |
| Campeonato Europeo |                        |                  |         |
| Año | Lugar                  | Medalla          | Clase   |
| 1985 | Varberg (Suecia)       | Medalla de plata | Tornado |
| 1987 | Abersoch (Reino Unido) | Medalla de plata | Tornado |